# Pelophylax bedriagae
La rana levantina (Pelophylax bedriagae Camerano, 1882) è un anfibio anuro appartenente alla famiglia dei Ranidi.

## Descrizione
Aspetto e biologia della rana levantina si distinguono a malapena da quelli dei suoi parenti più stretti, rana verde maggiore e rana verde balcanica. La lunghezza è di 6-8 cm nei maschi e di 6-10 cm nelle femmine.

## Biologia
Anche la classificazione sistematica delle rane verdi presenti in Turchia e sulle isole greche situate di fronte alle coste turche non è ancora del tutto chiarita. In base alle attuali conoscenze, il nome corretto della rana levantina, inizialmente classificata proprio sotto il nome sinonimo Rana levantina, oggi non più valido, è P. bedriagae. In particolare la popolazione dell'isola di Karpathos è morfologicamente molto ben distinta da questa specie ed è stata classificata (insieme alla popolazione di Rodi) come P. cerigensis.

## Distribuzione e habitat
La rana levantina è diffusa nel Mediterraneo orientale (regione del Levante), dal Delta del Nilo, in Egitto presso Luxor, attraverso Israele, Siria, Libano, Giordania e Turchia occidentale fino alla Grecia nord-orientale (Tracia). Gli esatti confini dell'areale di distribuzione in Grecia non sono ancora del tutto definiti. Mentre la maggior parte delle isole del Dodecaneso sono popolate dalla rana levantina, le popolazioni delle isole di Rodi e di Karpathos sono di solito attribuite a un genere a parte (Pelophylax cerigensis). Sull'isola più occidentale del Dodecaneso, Astypalea, compare sempre la rana levantina, specie alla quale sono presumibilmente ascrivibili anche le popolazioni di rane verdi delle vicine Cicladi, come Naxos.